# Xavier Zuber
Xavier Zuber (* 24. September 1967 in Basel) ist ein Schweizer Dramaturg, Begründer der Reihe zeitoper und zuletzt Opern- und Konzertdirektor in Bern.

## Leben und Werk
Während der Schulzeit in Basel machte Zuber erste Erfahrungen in Musik (Jazz und Hip-Hop) sowie als Schauspieler und Regieassistent (Schul- und Jugendtheater).
Nach Erlangung der schweizerischen Maturität 1988 folgten erste Hospitanzen bei Herbert Wernicke, die zu einer ersten Regieassistenz am Theater Basel (Intendanz: Frank Baumbauer) führten. Das geistig-künstlerische Umfeld der Baumbauer-Ära war prägend für seine weitere Laufbahn, insbesondere die damalige Basler-Dramaturgie mit Stefanie Carp, Matthias Lilienthal, Barbara Mundel, Wilfried Schulz und Albrecht Puhlmann.
Von 1989 bis 1996 war Zuber als Regie- und Dramaturgieassistent für das Musiktheater an verschiedenen Theatern und Festivals in der Schweiz und im Ausland tätig. Prägend waren für ihn Arbeiten von Regisseuren und Choreographen wie Peter Sellars, Klaus Michael Grüber, William Forsythe und Heiner Goebbels/Michael Simon. Mit dem Regisseur und Bühnenbildner Herbert Wernicke kam es als Assistent und dann als Dramaturg zu einer langen Arbeitsbeziehung bis zu dessen Tod. Wichtige Arbeiten wie: Salome, Der Ring des Nibelungen, Giulio Cesare in Egitto, Satyricon von Bruno Maderna, Orphée aux Enfers und Les Troyens zeugen davon.  
Ab 1990 widmete sich Xavier Zuber parallel zur Theaterarbeit dem Studium an der Johann Wolfgang Goethe-Universität in Frankfurt am Main, das er 1996 mit einer Arbeit über Funktion und Bedeutung der Frauenfiguren in den Opernlibretti Richard Wagners mit dem Magister artium abschloss. Seither ist er als Dramaturg an verschiedenen Bühnen und Sparten in Theatern des In- und Auslands tätig. 
Dabei arbeitete er mit zahlreichen Regisseuren und Choreographen wie Jürgen Gosch (Das Leben ist Traum), Joachim Schlömer (La Guerra d’Amore, Cosi fan tutte, Tristan und Isolde) und Calixto Bieito (Don Giovanni, Trovatore, Hamlet, Lear, Parsifal, Die Dreigroschenoper). Dazwischen erfolgten Festengagements als Tanz- und Musiktheaterdramaturg am Theater Basel (Intendanz: Schindhelm) und an der Staatsoper Hannover (Intendanz: Puhlmann). 
Ab 2006 war er an der Staatsoper Stuttgart unter der Intendanz von Albrecht Puhlmann Leitender Dramaturg. Von 2011 bis 2021 war er Direktor für Oper und Konzert am Stadttheater Bern.
Seit 2001 leitet Zuber die Reihe zeitoper, die dem experimentellen Musiktheater im öffentlichen Raum verpflichtet ist und Kompositionen von Juliane Klein, Willy Daum, Ralf R. Ollertz, Spax, Burkhard Niggemeier, Johannes Harneit, Mela Meierhans, Jochen Neurath, Michael Hirsch, Fredrik Zeller, Marc Andre, Ruedi Häusermann, Gordon Kampe, Daniel Ott, Dennis DeSantis, Ming Tsao und Marios Joannou Elia uraufgeführt hat. Seit 2008 berät er den Programmausschuss der Jungen Deutschen Philharmonie.
Von 1996 bis 2002 hatte Xavier Zuber einen Lehrauftrag für Dramaturgie im Fachbereich Szenographie an der Hochschule für Gestaltung Karlsruhe. Seit 2008 nimmt er Lehraufträge an der Universität Stuttgart wahr.
Im Jahre 2011 besorgte er die Dramaturgie und Fassung für Hérodiade von Jules Massenet und Mahagonny von Bertolt Brecht/Kurt Weill an der Vlaamse Opera in Antwerpen und Gent (Belgien). Im selben Jahr verantwortete er die Dramaturgie für Hanjo von Toshio Hosokawa an der Ruhrtriennale 2011. Seit 2022 ist er bei Musicians For Human Rights.

## Veröffentlichungen
- Gesanges-Kunst. Musiktheater in Bern. Herausgegeben von Florence Weber und Xavier Zuber, Bern 2021.
- Berlioz’ Troyens und Halévys Juive im Spiegel der Grand Opéra. Herausgegeben von Xavier Zuber, Stuttgart 2011.
- Herbert Wernickes Dramaturgie der Bilder. In: Christian Fluri (Hrsg.): Herbert Wernicke. Regisseur, Bühnenbildner, Kostümbildner. Basel 2011.
- Zur Konzeption des Stuttgarter Parsifal. In: Parsifal. Programmheft der Staatsoper Stuttgart 2010.
- Realität mit Musik unterwandern. Die Reihe zeitoper an der Staatsoper Stuttgart. In: Kati Röttger (Hrsg.): Welt – Bild – Theater. Tübingen 2010.
- Sender, Äther, Empfänger. In: Vincent Tavenne. Ausstellungs-Katalog. Stuttgart 2008.
- Vision der Oper. In: IFA (Hrsg.): Kulturreport Fortschritt Europa. Stuttgart 2007.
- Erlauschte Gesten – vom Tanz zur Oper. Das Tanztheater Joachim Schlömers. In: Theater Basel 1996 bis 2006. Basel 2006.
- Eine Welt im Kleinen. In: Eva-Maria Houben (Hrsg.): Juliane Klein, Komponistin. Pfau Verlag, Saarbrücken 2002.

## Ehrungen und Preise
- 2002: Premio Ercilia de la meillor Creation (Spanien) für Die Dreigroschenoper, Regie: Calixto Bieito.
- 2001: Deutscher Studienpreis der Körber-Stiftung mit Corpus selecti, Hochschule für Gestaltung Karlsruhe (Fachbereich: Szenographie)
- 1999: Berliner Theatertreffen, Claudio Monteverdi, La guerra d’Amore, Choreographie: Joachim Schlömer

| Personendaten    | Personendaten       |
| ---------------- | ------------------- |
| NAME             | Zuber, Xavier       |
| KURZBESCHREIBUNG | Schweizer Dramaturg |
| GEBURTSDATUM     | 24. September 1967  |
| GEBURTSORT       | Basel               |